# John Matthew Cannella

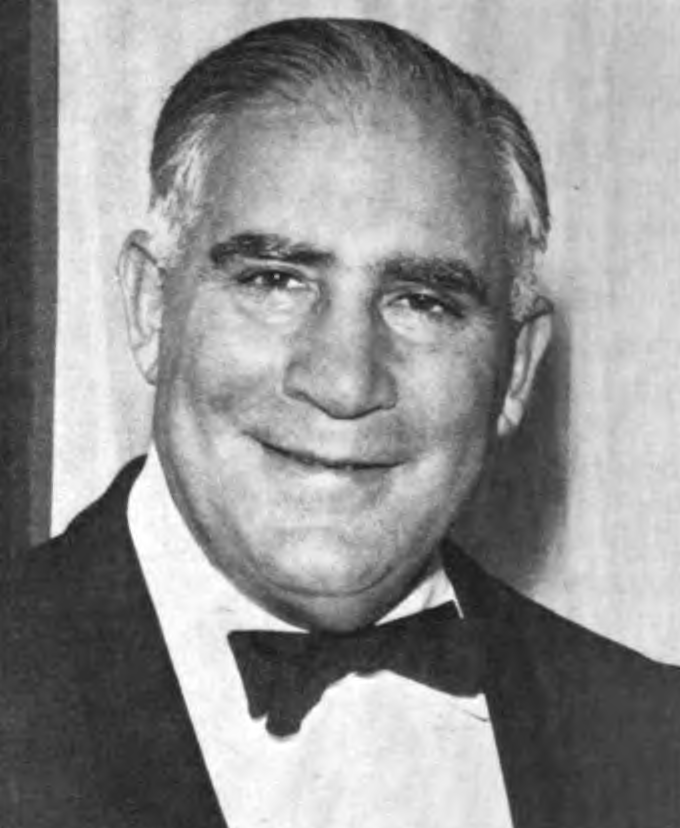
John Matthew Cannella

John Matthew Cannella foi um jogador de futebol americano estadunidense que foi campeão da Temporada de 1934 da National Football League jogando pelo New York Giants.